# Reitoca
Reitoca é uma cidade hondurenha do departamento de Francisco Morazán.